# Pronous tetralobus
Pronous tetralobus là một loài nhện trong họ Araneidae.
Loài này thuộc chi Pronous. Pronous tetralobus được Eugène Simon miêu tả năm 1895.